# 239 Velorum
239 Velorum (i Velorum) é uma estrela na direção da Vela. Possui uma ascensão reta de 11h 00m 09.25s e uma declinação de −42° 13′ 33.1″. Sua magnitude aparente é igual a 4.37. Considerando sua distância de 204 anos-luz em relação à Terra, sua magnitude absoluta é igual a 0.39. Pertence à classe espectral A3IV.